# Jardín Botánico de Oldenburgo
El Jardín Botánico de Oldenburgo (en alemán: Botanischer Garten Oldenburg), también conocido como Botanischer Garten der Carl von Ossietzky-Universität Oldenburg, es un jardín botánico (3,7 hectáreas de espacio público en Philosophenweg, más 1,5 hectáreas no abiertas al público en Küpkersweg), administrado por la Universidad de Oldenburgo. 
El código de identificación internacional del Botanischer Garten der Universität Oldenburg como miembro del "Botanic Gardens Conservation International" (BGCI), así como las siglas de su herbario es OLD.

## Localización
Botanischer Garten der Carl von Ossietzky-Universität Oldenburg Philosophenweg 39, D-26121 Oldenburg 26121, Niedersachsen-Baja Sajonia, Deutschland-Alemania.
Planos y vistas satelitales.53°8′52″N 8°10′56″E / 53.14778, 8.18222
Está abierto al público diariamente sin tarifa de entrada. 

## Historia
El jardín fue establecido en 1882 como jardín de enseñanza, realzado en 1913, y en 1916 con el incremento de un jardín sistemático (todavía existente) con 1200 especies de las plantas de la zona de Oldenburgo y Baja Sajonia. 
En 1932 fueron creadas cuatro divisiones biogeográficas para las especies de las zonas boreal, Atlántico, mediterráneo, y Póntico, con un área adicional para las especies de las montañas centrales. 
Comenzando en 1933 su andadura como jardín botánico fue administrado por la municipalidad de Oldenburgo, y en 1951 fue tomada su administración por Baja Sajonia y expandido a su tamaño actual. 
Sus áreas de brezal, pantano, dunas, y bosque fueron reajustadas en 1966, tan bien como el jardín de las plantas medicinales en 1967, y en 1968 fue creado un departamento de las plantas de las comunidades alemanas centrales y meridionales.
En 1976 el jardín fue incorporado en la universidad de Oldenburgo, y en 1984 fue agregado el sitio aún no visitable por el público de Küpkersweg. 
A través de la década de 1990, fueron reorganizados el alpinum, la colección del mediterráneo, y el jardín medicinal, y fue construida una nueva casa de cactus. 
Un nuevo jardín de casa de campo fue agregado en el 2000, y fueron de nuevo reacondiciondas las áreas de brezos, pantano, y dunas en el 2001. 

## Colecciones
Actualmente el jardín botánico es una institución científica dedicada a la investigación y la enseñanza de la universidad.
Actualmente se encuentran en cultivo 4000 taxones de plantas procedentes de todo el mundo. 
Entre los proyectos de investigación que se llevan a cabo en el año 2009, se encuentran:
- Filogenia del género Hypericum
- Flora de Paraguay - Cactaceae